# オスマン帝国の国章

オスマン帝国の国章

オスマン帝国の国章（オスマンていこくのこくしょう、オスマン語: عثمانلی دولت نیشانی, トルコ語: Osmanlı Devlet Nişanı）は19世紀末に制定され、1922年のオスマン帝国滅亡までの間に軍旗などに用いられていたものである。

## 国章の歴史
オスマン帝国は19世紀後半、西洋の紋章学的記述に基づく紋章を持とうとし、何度かの修正の結果1882年4月17日にスルタン・アブデュルハミト2世により最終的な形態が採用された。
オスマン帝国の君主はみな、トゥグラというアラビア文字による花押のような署名をもっており、これが同時に帝国のシンボルとしても用いられていた。
1882年に制定された紋章は、黄金の光線に囲まれた中央の緑色の円盤の中に君主のトゥグラが書かれ、その下に緑色の上向きの三日月があった。中心には星に囲まれた太陽をあしらった楕円形の盾が描かれた。その上のターバンは王朝創始者のオスマン1世のもので、オスマン帝国の皇帝がカリフとして全世界のムスリムの頂点にあることを象徴していた。盾の左右には左側に帝国のヨーロッパ側領土のルメリアを表す緑色の旗が、右側にはアナトリアと他のアジア側領土を象徴している赤色の旗があった。その両脇にはジハードのための武器の数々、帝国の軍事力を象徴する錨（左）とダーダネルス砲（右）、平和と幸福とオスマン帝国の宗教的寛容性を表す花束、クルアーンとスンナの二つの書物に載る公正や正義を意味するはかりが配されている。その下方には帝国の5つの勲章（左から右に、Şefkat Nişanı, Mecidiye Nişanı, İftihar Nişanı, Osmani Nişanı, İmtiyaz Nişanı）が描かれている。

## ギャラリー

オスマン帝国の国章の中央部詳細
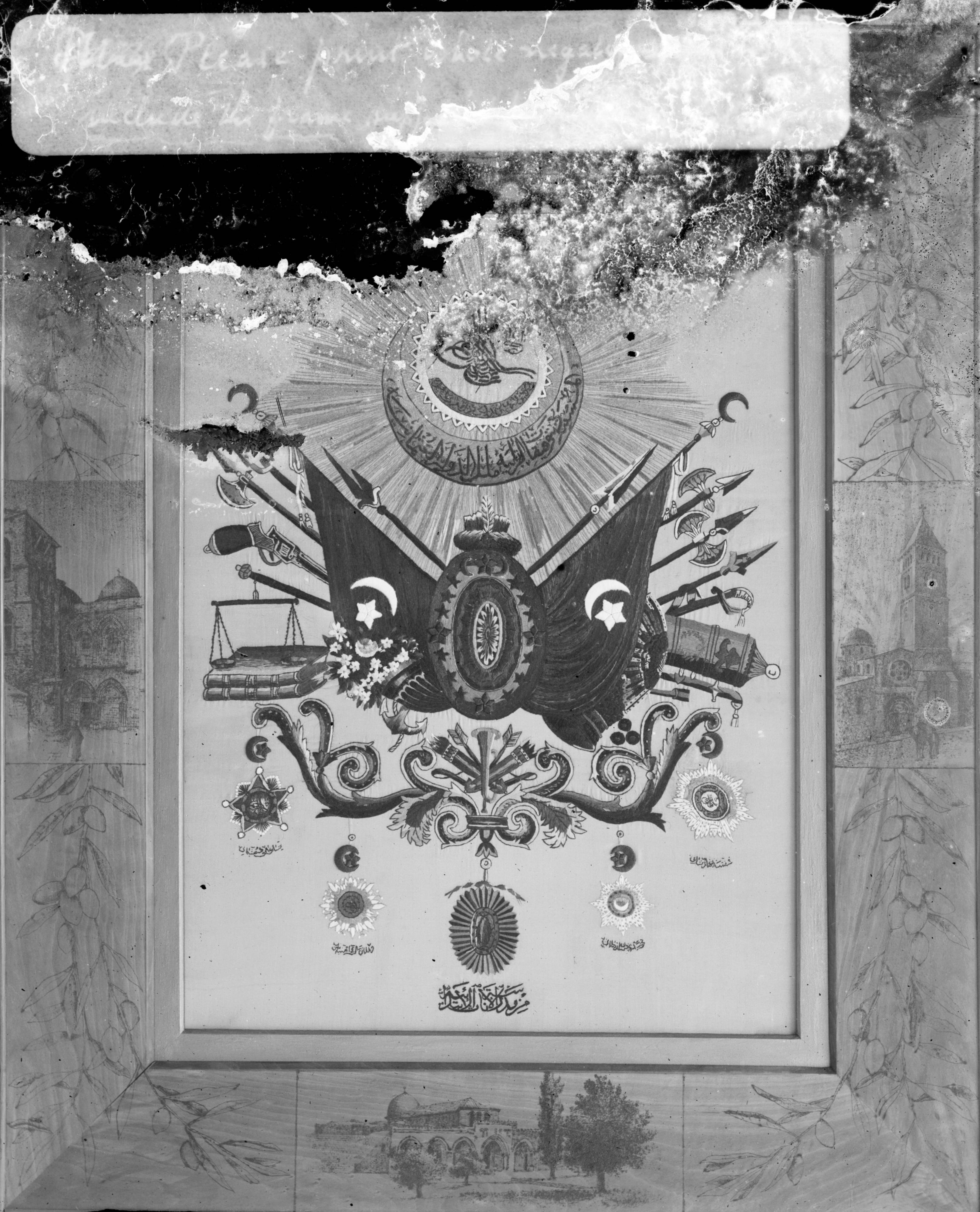
ドイツ皇帝ヴィルヘルム2世が1898年にエルサレムを訪問した際に贈られたオスマン帝国の国章